# Liste der Präsidenten der Camera dei deputati
Das Amt des Präsidenten der Abgeordnetenkammer (Camera dei deputati) gibt es schon seit Beginn der Abgeordnetenkammer im Königreich Sardinien.
Giuseppe Biancheri hatte dieses Amt am längsten inne, da er über 18 Jahre im Zeitraum von 1870 bis 1907 der Kammer vorsaß. Nilde Iotti war sowohl die erste Frau in diesem Amt, als auch die erste Frau in den drei höchsten Staatsämtern (Präsident der Republik, des Senats und der Abgeordnetenkammer; bis dahin waren diese Ämter immer an Männern vergeben worden). Iotti war zwölf Jahre lang Präsidentin der Abgeordnetenkammer und hatte dieses Amt in der Republik somit am längsten inne. Irene Pivetti (Lega Nord), die zweite Frau nach Iotti, war die jüngste Person, die amtierte, gewählt im Jahr 1994 im Alter von nur 31 Jahren.
Eine kurze Amtszeit hatte Oscar Luigi Scalfaro (DC), der seinen Posten nach nur einem Monat verließ, weil er zum Präsidenten der Republik gewählt wurde. Auch Gronchi (DC), Leone (DC), Pertini (PSI) und Napolitano (PDS) wurden Präsidenten der Republik (Gronchi war gerade zurückgetreten, als er in das höchste Amt des Staates gewählt wurde). Der Sozialdemokrat Giuseppe Saragat, Präsident der verfassunggebenden Versammlung, wurde ebenfalls ins höchste Amt der Republik gewählt. Giovanni Leone war der einzige Präsident der Abgeordnetenkammer, der auch Ministerpräsident und Staatspräsident war.

## Liste der Präsidenten desAbgeordnetenkammer des Königreichs Sardinien(1848–1860)
| Foto                   | Präsident                      | Partei           | Amtszeit                              | Anmerkung     |
| ---------------------- | ------------------------------ | ---------------- | ------------------------------------- | ------------- |
| I. Legislaturperiode   |                                |                  |                                       |               |
|                        | Vincenzo Gioberti              | Neoguelfismus    | 8. Mai 1848 – 30. Dezember 1848       |               |
| II. Legislaturperiode  |                                |                  |                                       |               |
|                        | Lorenzo Pareto                 | Mazzinianesimo   | 1. Februar 1849 – 30. März 1849       |               |
| III. Legislaturperiode |                                |                  |                                       |               |
|                        | Lorenzo Pareto                 | Mazzinianesimo   | 30. Juli 1849 – 20. November 1849     | II. Amtszeit  |
| IV. Legislaturperiode  |                                |                  |                                       |               |
|                        | Pier Dionigi Pinelli1          |                  | 20. Dezember 1849 – 22. April 1852    |               |
|                        | Urbano Rattazzi                | Sinistra storica | 11. Mai 1852 – 27. Oktober 1853       |               |
|                        | Carlo Bon Compagni di Mombello |                  | 16. November 1853 – 21. November 1853 |               |
| V. Legislaturperiode   |                                |                  |                                       |               |
|                        | Carlo Bon Compagni di Mombello |                  | 19. Dezember 1853 – 16. Juni 1856     | II. Amtszeit  |
|                        | Carlo Cadorna                  |                  | 7. Januar 1857 – 16. Juli 1857        |               |
| VI. Legislaturperiode  |                                |                  |                                       |               |
|                        | Carlo Bon Compagni di Mombello |                  | 14. Dezember 1857 – 14. Juli 1858     | III. Amtszeit |
|                        | Urbano Rattazzi                | Sinistra storica | 10. Januar 1859 – 21. Januar 1860     | II. Amtszeit  |
| VII. Legislaturperiode |                                |                  |                                       |               |
|                        | Giovanni Lanza                 | Destra storica   | 2. April 1860 – 17. Dezember 1860     |               |

- 1 starb während seiner Amtszeit

## Liste der Präsidenten derAbgeordnetenkammer des Königreichs Italien(1861–1943)
| Präsident                  | Partei                   | Vom               | Bis                | Anmerkung                                                                    |
| VIII. Legislaturperiode    |                          |                   |                    |                                                                              |
| Urbano Rattazzi            | Sinistra storica         | 18. Februar 1861  | 3. März 1862       | Nominato Presidente del Consiglio dei Ministri (III. Amtszeit)               |
| Sebastiano Tecchio         |                          | 22. März 1862     | 21. Mai 1863       |                                                                              |
| Giovanni Battista Cassinis |                          | 21. Mai 1863      | 7. September 1865  |                                                                              |
| IX. Legislaturperiode      |                          |                   |                    |                                                                              |
| Adriano Mari               | Destra storica           | 18. November 1865 | 13. Februar 1867   |                                                                              |
| X. Legislaturperiode       |                          |                   |                    |                                                                              |
| Adriano Mari               | Destra storica           | 22. März 1867     | 27. Oktober 1867   | II. Amtszeit                                                                 |
| Giovanni Lanza             | Destra storica           | 16. Dezember 1867 | 8. August 1868     | II. Amtszeit                                                                 |
| Adriano Mari               | Destra storica           | 25. November 1868 | 14. August 1869    | III. Amtszeit                                                                |
| Giovanni Lanza             | Destra storica           | 18. November 1869 | 15. Dezember 1869  | III. Amtszeit (ernannt zum Präsidenten des Ministerrats des Kabinetts Lanza) |
| Giuseppe Biancheri         | Destra storica           | 12. März 1870     | 2. November 1870   |                                                                              |
| XI. Legislaturperiode      |                          |                   |                    |                                                                              |
| Giuseppe Biancheri         | Destra storica           | 5. Dezember 1870  | 20. September 1874 | II. Amtszeit                                                                 |
| XII. Legislaturperiode     |                          |                   |                    |                                                                              |
| Giuseppe Biancheri         | Destra storica           | 23. November 1874 | 3. Oktober 1876    | III. Amtszeit                                                                |
| XIII. Legislaturperiode    |                          |                   |                    |                                                                              |
| Francesco Crispi           | Sinistra storica         | 26. November 1876 | 26. Dezember 1877  |                                                                              |
| Benedetto Cairoli          | Sinistra storica         | 7. März 1878      | 24. März 1878      | (ernannt zum Präsidenten des Ministerrats des Kabinetts Cairoli I)           |
| Domenico Farini            | Destra storica           | 27. März 1878     | 19. März 1880      |                                                                              |
| Michele Coppino            | Sinistra storica         | 13. April 1880    | 2. Mai 1880        |                                                                              |
| XIV. Legislaturperiode     |                          |                   |                    |                                                                              |
| Domenico Farini            | Destra storica           | 26. Mai 1880      | 25. September 1882 | II. Amtszeit                                                                 |
| XV. Legislaturperiode      |                          |                   |                    |                                                                              |
| Domenico Farini            | Destra storica           | 22. November 1882 | 12. März 1884      | III. Amtszeit                                                                |
| Michele Coppino            | Sinistra storica         | 19. März 1884     | 3. April 1884      | II. Amtszeit                                                                 |
| Giuseppe Biancheri         | Destra storica           | 7. April 1884     | 27. April 1886     | IV. Amtszeit                                                                 |
| XVI. Legislaturperiode     |                          |                   |                    |                                                                              |
| Giuseppe Biancheri         | Destra storica           | 10. Juni 1886     | 3. August 1890     | V. Amtszeit                                                                  |
| XVII. Legislaturperiode    |                          |                   |                    |                                                                              |
| Giuseppe Biancheri         | Destra storica           | 10. Dezember 1890 | 27. September 1892 | VI. Amtszeit                                                                 |
| XVIII. Legislaturperiode   |                          |                   |                    |                                                                              |
| Giuseppe Zanardelli        | Sinistra storica         | 23. November 1892 | 20. Februar 1894   |                                                                              |
| Giuseppe Biancheri         | Destra storica           | 22. Februar 1894  | 13. Januar 1895    | VII. Amtszeit                                                                |
| XIX. Legislaturperiode     |                          |                   |                    |                                                                              |
| Tommaso Villa              | Destra storica           | 10. Juni 1895     | 2. März 1897       |                                                                              |
| XX. Legislaturperiode      |                          |                   |                    |                                                                              |
| Giuseppe Zanardelli        | Sinistra storica         | 5. April 1897     | 14. Dezember 1897  | II. Amtszeit                                                                 |
| Giuseppe Biancheri         | Destra storica           | 26. Januar 1898   | 15. Juli 1898      | VIII. Amtszeit                                                               |
| Giuseppe Zanardelli        | Sinistra storica         | 16. November 1898 | 25. Mai 1899       | II. Amtszeit                                                                 |
| Luigi Chinaglia            |                          | 30. Mai 1899      | 25. Juni 1899      |                                                                              |
| Giuseppe Colombo           | unabhängig               | 14. November 1899 | 17. Mai 1900       |                                                                              |
| XXI. Legislaturperiode     |                          |                   |                    |                                                                              |
| Nicolò Gallo               | Sinistra storica         | 16. Juni 1900     | 24. Juni 1900      |                                                                              |
| Tommaso Villa              | Destra storica           | 28. Juni 1900     | 22. Februar 1902   | II. Amtszeit                                                                 |
| Giuseppe Biancheri         | Destra storica           | 10. März 1902     | 18. Oktober 1904   | IX. Amtszeit                                                                 |
| XXI. Legislaturperiode     |                          |                   |                    |                                                                              |
| Giuseppe Marcora           | Partito radicale storico | 30. November 1904 | 10. März 1906      |                                                                              |
| Giuseppe Biancheri         | Destra storica           | 10. März 1906     | 30. Januar 1907    | X. Amtszeit                                                                  |
| Giuseppe Marcora           | Partito radicale storico | 2. Februar 1907   | 8. Februar 1909    | II. Amtszeit                                                                 |
| XXIII. Legislaturperiode   |                          |                   |                    |                                                                              |
| Giuseppe Marcora           | Partito radicale storico | 24. März 1909     | 29. September 1913 | III. Amtszeit                                                                |
| XXIV. Legislaturperiode    |                          |                   |                    |                                                                              |
| Giuseppe Marcora           | Partito radicale storico | 24. November 1913 | 29. September 1919 | IV. Amtszeit                                                                 |
| XXV. Legislaturperiode     |                          |                   |                    |                                                                              |
| Vittorio Emanuele Orlando  | Sinistra storica         | 1. Dezember 1919  | 25. Juni 1920      |                                                                              |
| Enrico De Nicola           | Liberale                 | 26. Juni 1920     | 7. April 1921      |                                                                              |
| XXVI. Legislaturperiode    |                          |                   |                    |                                                                              |
| Enrico De Nicola           | Liberale                 | 11. Juni 1921     | 25. Januar 1924    | II. Amtszeit                                                                 |
| XXVII. Legislaturperiode   |                          |                   |                    |                                                                              |
| Alfredo Rocco              | PNF                      | 24. Mai 1924      | 5. Januar 1925     |                                                                              |
| Antonio Casertano          | PNF                      | 13. Januar 1925   | 25. Januar 1929    |                                                                              |
| XXVIII. Legislaturperiode  |                          |                   |                    |                                                                              |
| Giovanni Giuriati          | PNF                      | 20. April 1929    | 19. Januar 1934    |                                                                              |
| XXIX. Legislaturperiode    |                          |                   |                    |                                                                              |
| Costanzo Ciano             | PNF                      | 28. April 1934    | 2. März 1939       |                                                                              |

## Liste der Präsidenten derKammer der Verbände und Innungen(1939–1943)
| Präsident              | Partei                     | Amtszeit                           | Anmerkung |
| ---------------------- | -------------------------- | ---------------------------------- | --------- |
| XXX. Legislaturperiode |                            |                                    |           |
| Costanzo Ciano         | Partito Nazionale Fascista | 23. März 1939 – 26. Juni 1939      |           |
| Dino Grandi            | Partito Nazionale Fascista | 30. November 1939 – 2. August 1943 |           |

## Liste der Präsidenten derNationalversammlung(1945–1946)
- Seit dem 15. Juli 1944 übte Vittorio Emanuele Orlando nur die administrativen Funktionen des Präsidenten des Abgeordnetenkammer, von der Regierung unter dem Vorsitz von Ivanoe Bonomi beauftragt.

| Präsident    | Partei                        | Amtszeit                          | Anmerkung |
| ------------ | ----------------------------- | --------------------------------- | --------- |
| Carlo Sforza | Partito Repubblicano Italiano | 25. September 1945 – 1. Juni 1946 |           |

## Liste der Präsidenten derverfassunggebenden Versammlung(1946–1948)
| Foto | Präsident         | Partei                                  | Amtszeit                          | Anmerkung |
| ---- | ----------------- | --------------------------------------- | --------------------------------- | --------- |
|      | Giuseppe Saragat  | Partito Socialista Democratico Italiano | 25. Juni 1946 – 6. Februar 1947   |           |
|      | Umberto Terracini | Partito Comunista Italiano              | 8. Februar 1947 – 31. Januar 1948 |           |

## Liste der Präsidenten der Abgeordnetenkammer der Republik Italien
| Foto                     | Präsident                  | Partei                                                                    | Amtszeit                         | Anmerkung                                                                      |
| ------------------------ | -------------------------- | ------------------------------------------------------------------------- | -------------------------------- | ------------------------------------------------------------------------------ |
| I. Legislaturperiode     |                            |                                                                           |                                  |                                                                                |
|                          | Giovanni Gronchi           | Democrazia Cristiana                                                      | 8. Mai 1948 – 24. Juni 1953      |                                                                                |
| II. Legislaturperiode    |                            |                                                                           |                                  |                                                                                |
|                          | Giovanni Gronchi           | Democrazia Cristiana                                                      | 25. Juni 1953 – 29. April 1955   | II. Amtszeit (gewählt zum Präsidenten der Italienischen Republik)              |
|                          | Giovanni Leone             | Democrazia Cristiana                                                      | 10. Mai 1955 – 11. Juni 1958     |                                                                                |
| III. Legislaturperiode   |                            |                                                                           |                                  |                                                                                |
|                          | Giovanni Leone             | Democrazia Cristiana                                                      | 12. Juni 1958 – 15. Mai 1963     | II. Amtszeit                                                                   |
| IV. Legislaturperiode    |                            |                                                                           |                                  |                                                                                |
|                          | Giovanni Leone             | Democrazia Cristiana                                                      | 16. Mai 1963 – 21. Juni 1963     | III. Amtszeit (ernannt zum Präsidenten des Ministerrats des Kabinetts Leone I) |
|                          | Brunetto Bucciarelli-Ducci | Democrazia Cristiana                                                      | 26. Juni 1963 – 4. Juni 1968     |                                                                                |
| V. Legislaturperiode     |                            |                                                                           |                                  |                                                                                |
|                          | Sandro Pertini             | Partito Socialista Italiano                                               | 5. Juni 1968 – 24. Mai 1972      |                                                                                |
| VI. Legislaturperiode    |                            |                                                                           |                                  |                                                                                |
|                          | Sandro Pertini             | Partito Socialista Italiano                                               | 25. Mai 1972 – 4. Juli 1976      | II. Amtszeit                                                                   |
| VII. Legislaturperiode   |                            |                                                                           |                                  |                                                                                |
|                          | Pietro Ingrao              | Partito Comunista Italiano                                                | 5. Juli 1976 – 19. Juni 1979     |                                                                                |
| VIII. Legislaturperiode  |                            |                                                                           |                                  |                                                                                |
|                          | Leonilde Iotti             | Partito Comunista Italiano                                                | 20. Juni 1979 – 11. Juli 1983    |                                                                                |
| IX. Legislaturperiode    |                            |                                                                           |                                  |                                                                                |
|                          | Leonilde Iotti             | Partito Comunista Italiano                                                | 12. Juli 1983 – 1. Juli 1987     | II. Amtszeit                                                                   |
| X. Legislaturperiode     |                            |                                                                           |                                  |                                                                                |
|                          | Leonilde Iotti             | Partito Comunista Italiano                                                | 2. Juli 1987 – 22. April 1992    | III. Amtszeit                                                                  |
| XI. Legislaturperiode    |                            |                                                                           |                                  |                                                                                |
|                          | Oscar Luigi Scalfaro       | Democrazia Cristiana                                                      | 24. April 1992 – 25. Mai 1992    | (gewählt zum Präsidenten der Italienischen Republik)                           |
|                          | Giorgio Napolitano         | Partito Democratico della Sinistra                                        | 3. Juni 1992 – 14. April 1994    |                                                                                |
| XII. Legislaturperiode   |                            |                                                                           |                                  |                                                                                |
|                          | Irene Pivetti              | Lega Nord                                                                 | 16. April 1994 – 8. Mai 1996     |                                                                                |
| XIII. Legislaturperiode  |                            |                                                                           |                                  |                                                                                |
|                          | Luciano Violante           | Partito Democratico della Sinistra Democratici di Sinistra                | 10. Mai 1996 – 29. Mai 2001      |                                                                                |
| XIV. Legislaturperiode   |                            |                                                                           |                                  |                                                                                |
|                          | Pier Ferdinando Casini     | Centro Cristiano Democratico Unione dei Democratici Cristiani e di Centro | 31. Mai 2001 – 27. April 2006    |                                                                                |
| XV. Legislaturperiode    |                            |                                                                           |                                  |                                                                                |
|                          | Fausto Bertinotti          | Partito della Rifondazione Comunista                                      | 29. April 2006 – 29. April 2008  |                                                                                |
| XVI. Legislaturperiode   |                            |                                                                           |                                  |                                                                                |
|                          | Gianfranco Fini            | Alleanza Nazionale Popolo della Libertà Futuro e Libertà per l’Italia     | 30. April 2008 – 15. März 2013   |                                                                                |
| XVII. Legislaturperiode  |                            |                                                                           |                                  |                                                                                |
|                          | Laura Boldrini             | Sinistra Ecologia Libertà                                                 | 16. März 2013 – 23. März 2018    |                                                                                |
| XVIII. Legislaturperiode |                            |                                                                           |                                  |                                                                                |
|                          | Roberto Fico               | MoVimento 5 Stelle                                                        | 24. März 2018 – 12. Oktober 2022 |                                                                                |
| XIX. Legislaturperiode   |                            |                                                                           |                                  |                                                                                |
|                          | Lorenzo Fontana            | Lega                                                                      | 14. Oktober 2022 – amtierend     |                                                                                |